# Montado de lomo

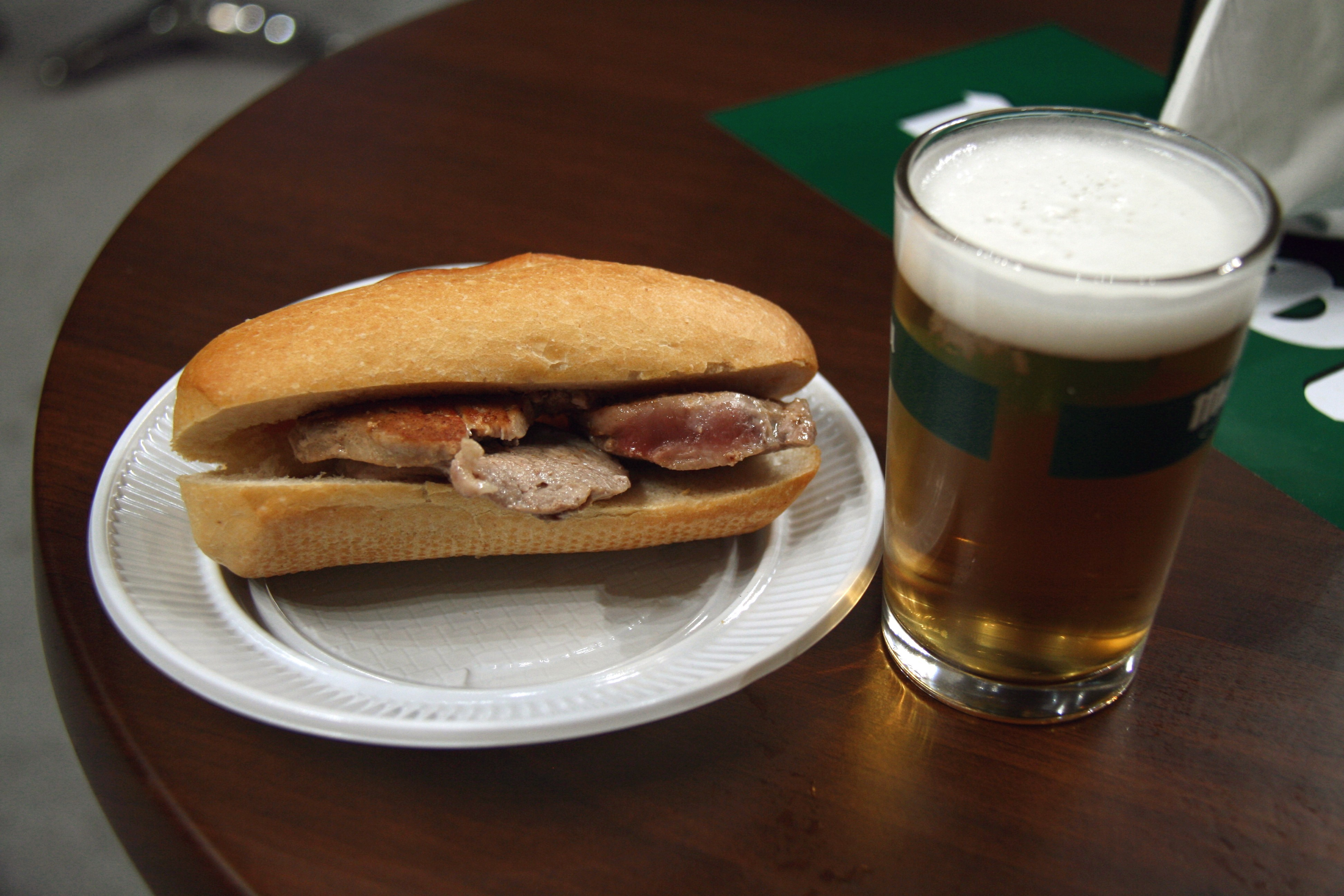
Pepito de lomo y cerveza.

El montado de lomo es un bocadillo que puede solicitarse en bares de varias regiones de España. Por regla general es una rodaja de lomo de cerdo en adobo (lomo adobado), asada a la plancha con aceite de oliva durante unos minutos, a la que se suele aplicar posteriormente una o dos rebanadas de pan calientes que forman lo que se dice un montadito (pequeño bocadillo).

## Características
El montadito de lomo es una tapa muy popular en bares de varias partes toda España que suele pedirse con un vaso de vino o una cerveza. Suele ser una opción relativamente barata de los menús, sobre todo si se compara con el pepito de ternera. Existen variantes como el montado de lomo con queso que suele llevar una rodaja de queso fundida.